# 越裔美國人制服部隊協會
越裔美國人制服部隊協會（英語：Vietnamese American Uniformed Services Association，縮寫：VAUSA）是一個非營利、無黨派的職業軍事協會。這是美國第一個越南裔美國軍人的軍事協會。是一家以服務於越裔美軍士兵爲宗旨的組織，主要關注受傷士兵的安置，以及退伍士兵之間的相互交流等問題。

## 歷史
協會原名越裔美國人軍人協會（Vietnamese American Armed Forces Association，VAAFA），2014年10月1日起更改爲現名。
截至2018年5月，協會擁有超過1200名會員。

## 參加
- 越南裔美國人
- 梁春越
- 阮徐訓
- 亚裔美国人军事史

## 外部鏈接
- 舊主頁：Vietnamese American Armed Forces Association （页面存档备份，存于）
- 現主頁：Vietnamese American Uniformed Services association （页面存档备份，存于）